# Resident Evil: Survivor
Resident Evil: Survivor, conosciuto in Giappone come Biohazard Gun Survivor (バイオハザード ガンサバイバー?, Baiohazādo Gan Sabaibā), è un videogioco per light gun sviluppato e pubblicato da Capcom. È stato pubblicato su PlayStation in Giappone il 27 gennaio 2000, e in Nord America il 30 agosto 2000.
Come la prima release della serie Gun Survivor, questo gioco è stata una grande partenza della serie principale Resident Evil, sostituendo la prospettiva in terza-persona dei giochi precedenti per la vista in prima persona. La versione giapponese e quella PAL del gioco consentono l'uso della Namco GunCon, una LightGun che ha dato al gioco un tono più arcade. La versione americana non ha consentito l'uso della GunCon, o di qualsiasi altro modello di LightGun.
Il gioco è stato successivamente pubblicato per Microsoft Windows in Cina nel 2002. Questa versione consente la mira del mouse e ha aggiunto un filtro grafico, anche se è noto anche per essere affetto da vari bug e per la mancanza generale degli script dell'AI.

## Gameplay
Il giocatore prende subito il controllo di Ark Thompson, in lotta contro orde di morti viventi e alla ricerca della propria identità. Il gameplay è una connubio tra uno sparatutto in prima persona e un gioco in puro stile arcade: Il giocatore ha una visuale in prima persona, muovendosi attraverso l'ambiente tramite controller ma necessitando della light gun per attaccare i nemici. Il gioco prende in prestito i suoi nemici da Resident Evil 2, con lo stesso genere di zombi, e nemici come Licker, piante Ivy, falene giganti e Tyrant. Inoltre, in aggiunta in questo capitolo vengono reintrodotti anche gli originali Hunter del primo Resident Evil ed aggiunte due nuove tipologie di nemici:
- Umbrella Trashsweeper: soldati creati artificialmente armati di mitragliatrici
- Hypnos T-Type: un nuovo modello tiranno che si evolve in diverse forme.

L'arsenale del giocatore è composto quasi interamente da pistole, come la Glock 17 e il CZ75. Come il protagonista procede attraverso il gioco, il giocatore riceve maggiori aiuti in armi a difesa contro nemici sempre più pericolosi, mentre fa il suo corso attraverso la città in rovina a causa dell'Umbrella e degli oscuri laboratori di ricerca. Il gioco presenta numerose ramificazioni nei suoi percorsi, che consentono al giocatore di decidere come si svolgerà la storia e che incontrare lungo il cammino.

## Trama
Nel settembre 1998, una catastrofe ha colpito la metà occidentale americana nella città di Raccoon City. Un focolaio del virus T ha trasformato la popolazione della città in zombi. Come ultimo tentativo disperato di fermare la diffusione del contagio, il governo degli Stati Uniti ha approvato il lancio di un missile su Raccoon City, condannando la città e annientando tutta la sua popolazione nel processo. Non molto tempo dopo questo incidente, un elicottero precipitò nella periferia privata della città della Umbrella Corporation, che si trova sulla Sheena Island. Il pilota sfugge al fuoco delle macerie per ritrovarsi a combattere una battaglia contro i morti viventi, senza alcuna memoria della sua identità o le sue ragioni per essere lì.

## Personaggi
- Ark Thompson (Doppiato da Patrick Harlan) - Il protagonista del gioco. Un conoscente di Leon S. Kennedy, che è stato inviato su Sheena Island per indagare nelle strutture della Umbrella. Lui finge di essere Vincent Goldman, un manager della Umbrella sull'isola, ma perde la memoria dopo un incidente in elicottero. Durante il gioco, si è indotti a credere che egli è effettivamente Vincent Goldman, ed è accusato per il focolaio virale sull'isola.

- Vincent Goldman (dp. Michael Naishtut) - Il Comandante delle strutture Umbrella in Sheena Island. Egli è, infatti, il gestore di un segreto Tyrant Plant sull'isola, dove i bambini sono rapiti e uccisi, al fine di estrarre il "Beta Hetero Nonserotonin" ormoni necessari per la produzione di massa in modo efficiente dei Tyrant. Vincent è stato responsabile dell'abbattimento dell'elicottero di Ark, e (a seconda del percorso preso nel gioco) si trova ad essere sopravvissuto, e si confronta con Arck ancora una volta prima di essere ucciso da un Tyrant.

- Lott Klein (dp. Colleen Lanki) - Il figlio di uno scienziato Umbrella, Lott è stato suscitato da suo padre e Goldman a credere che lui e tutti i parenti dei dipendenti Umbrella appartenevano ad una classe superiore di persone, rispetto agli altri. Ha perso i genitori durante l'epidemia virale e tenta la fuga dall'isola con la sorella Lily durante gli eventi del gioco. Anche se inizialmente Vincent denuncia la presenza di Arck sull'isola, alla fine anche Lott aiuta Arck a riacquistare la sua memoria.

- Lily Klein (dp. Ruth Hollyman) - La sorella di Lott il quale veglia su di lei durante tutta la durata del gioco.

- Andy Holland (db. Walter Roberts) - Un manager dell'Isola Sheena che Arck incontra mentre è ancora convinto di essere Vincent. Egli accusa Arck di aver provocato il focolaio virale, ignaro della sua vera identità.

- U.T. Commander (dp. Brian Matt Uhl) - Il leader dell'Umane Cleaners. I Pulitori sono un'unità militare dell'Umbrella Corporation composta da soldati umanoidi artificiali i cui scopi sono di recarsi nei siti delle epidemie virali e rimuovere tutte le tracce delle prove che potrebbero far individuare il coinvolgimento dell'Umbrella. Il nome ufficiale di questa unità è la U.T. Unità, che sta per "Umbrella Trashsweeper Unit" (da cui il soprannome Pulitori), ma sono anche denominate "UnderTaker Unit".

- Hypnos T-Type - Una nuova versione della creatura Tyrant presente esclusivamente in questo capitolo. Secondo un File Top Secret dell'Umbrella, è stato creato dalla coltivazione del gene Tyrant con ulteriori materiali.

## Accoglienza
La versione PlayStation ha ricevuto recensioni miste secondo Metacritic. Jon Thompson (AllGame) ha criticato il fatto che il gioco fosse progettato per essere giocato con una light-gun, cosa che la versione americana non supportava. Ha continuato dicendo che anche la versione giapponese del gioco che la includeva non fosse migliore. Gli sparatutto dovrebbero essere veloci, crudi e viscerali, l'esatto opposto di ciò che è Resident Evil, nel bene e nel male. Il gioco sceglie di attenersi al ritmo lento del resto della serie, e il risultato è uno sparatutto senza light-gun che procede assolutamente lento. Edge ha elogiato gli ambienti 3D ben renderizzati dell'importazione giapponese, ma ha criticato le lunghe schermate di caricamento tra l'apertura e la chiusura delle porte. La rivista ha concluso che l'importazione giapponese sia la migliore. Eric Bratcher di NextGen ha detto del gioco: "L'universo di Resident Evil potrebbe sicuramente ispirare un ottimo sparatutto, ma con imperdonabili limitazioni di controllo e un'incredibile mancanza di divertimento, questo gioco senza light-gun sicuramente non lo è". In Giappone, tuttavia, Famitsu gli ha assegnato un punteggio di 31 su 40.